# قنا (السعودية)
قنا : مدينة سعودية، وإحدى مراكز محافظة محايل. تقع في جنوب المحافظة على مسافة 27 كيلاً، ويقطنها 26402 نسمة. بها من الدوائر الحكومية: دفاع مدني، فرع زراعي، محكمة، مركز هيئة، شرطة، بلدية، مكتب بريد، ومكتب تربيد بنات.

## التسمية
قنا - بفتح القاف والنون بعدها ألف والعامة تسكن القاف - قنا لَوْنُ الشّيء اشتدَّت حُمْرَتُه، كان أحمرَ قانيًا وقيل بل سبب تسميتها على اسم نبات القنا الذي ينبت في الأودية والأماكن الرطبة.

## التاريخ
لم تذكر قنا المشار إليها هنا إلا في مواضع مقتضبه في كتب التراث العربية، حيث كان أول ذكر لها عند ياقوت الحموي وقال: «وقنا موضع باليمن». ازدهرت مدينة قنا في عهد الإمام محمد بن إدريس ثم انضمت إلى السعودية في إبان حكم مؤسس الدولة السعودية الملك عبد العزيز آل سعود عام 1346 هـ
، وكانت تعرف آنذاك بإمارة قنا والبحر.
وفي بلاد العرب عدة مواضع مشهورة تحمل ذات الأسم من أهمها: قنا بمصر، وقنا موضع جبل لبني مرة من فزارة، ووادي قنا بتبوك، وقنا بحائل؛ لكي لا يتم الخلط بينهم.

## الجغرافيا

### الجبال
تتميز هذه المدينة بأنها محاطة بالجبال من كل جهاتها ومن هذه الجبال:
| - جبل مدي: وهو جبل عظيم، وفي أعلى قمة هذا الجبل مساحة تقدر ب1000 متر مكعب تشبه المزرعة تسمى (زهب ربي) فيها غطاء نباتي واسع وأشجار، وكلمة الزهب تعني: قطعة الأرض واسفل منه جبل أبو البقر وهو ذو كثافه عالية من السحاب بعد الامطار وذو اجواء باردة منتصف الليل - جبل رهبان وكان يسمى (تنعم)، وهي سلسلة جبلية كبيرة جدًا فيها غطاء نباتي واسع، وتعتبر الفاصل بين قنا وبحر أبو سكينة. - ريمان: أحد الجبال قنا الكبيرة، ويقع في جنوب قنا وعلى جنباته قرية الشرف. | - جبال المنيصبة: أحد سلاسل جبال قنا الشرقية وأطولها بعد مدي، وتطل على قرية الجحيرة من الجهة الغربية وشرقًا على مهمال وتغذي وادي الجحيرة. - جبال الحازب: سلسلة جبلية في شرق قنا ويصب وادي الحازب منها. - خرازن: أحد أكبر الجبال في قنا وينتصف قنا ويروي هذا الجبل وادي الخنتب. | - امقرنين: جبل صغير يقع في قرية الخنتب بوسط قنا. - غينه: جبل عظيم وفيه كهوف عدة ويقع الجنوب الغربي من قنا في قرية لتين. - امطوي: جبل يمتد من جبل السرية إلى غينة جنوبًا غرب قنا. |

### الأودية والشعاب
تتميز قنا بكثرة أوديتها وشعابها وينسب أسمها إلى ذلك ومن أبرزها:
| - وادي قنا: وهو ملتقى ثلاثة أودية، وهي وادي حوية والمعشور ولتين، ويتواصل مع وادي الحازب. - وادي إمحازب: وهو واد أكبر من رعلة بقليل، وكان هذا الوادي طريقًا لمحايل عسير، واما الآن فأصبح الطريق مع وادي رعلة، وهو وادي مخضر ومياهه جاريه، وبه الكثير من الوبران والنيص والأرانب. - وادي غميضن. - وادي الجحيرة: وهو وادي مخضر طوال العام تقريبًا، وبه أشجار سدر كثيرة، وفي أعلى الوادي مكان يسمى اللحج به قيعان مائية. | - وادي رعلة: وهو وادي طويل بما يقارب 23 كم تقريبًا. تكثر فيه أشجار السدر والسمر. - وادي يورن: وهو واد يصب من جبل رهبان لينقله لوادي قنا، وهو مخضر طوال السنة. - وادي آل ثوبان: واد يصب من جبل رهبان والجبال المحيطة به. - وادي لتين: وهو وادي يتواصل مع وادي آل ثوبان. | - وادي معصم والمعشور: أحد أكبر أودية قنا ويقع في جنوبها ومن أهم الأودية المغذية لوادي قنا، ويغذيه جبل مدي. - وادي حوية: وادِ عظيم من أودية قنا يقع في الجنوب الشرقي منها ويصب من جبل مدي والجبال المحيطة به، يكثر فيه السدر والرقع والعتم، ويغذي وادي وادي قنا. - وادي الخب: وادِ دائم الجريان يقع في شمالي قنا، يصب من جبال المنيصبه والحازب، وفيه تنوع أحيائي كبير. - شعيب الوصيلة. |

### المناخ
مناخها حار صيفًا معتدل وبارد شتاءًا وأما الأمطار فهي غزيرة ومستمرة طوال العام.

## الحياة الفطرية
تتميز قنا كذلك بتنوع الحياة الفطرية الهائل من نبات وحيوان وهذه أهمها:
| - السدر - السلام - السمر - الرقع - البراية (التين أو الجنكة) - العرفط - الأثب - النخيل - الدوم - الشوحط - العشر | - البحيتة - الحبق - النعناع - السكب - الريحان - الشذاب - البرك - الورد | - الذئاب - الضباع - الوبر الصخري - الثعالب - السلاحف - الوشق - ابن عرس - غرير العسل - السحالي - الحرباء | - الصقور - النسور - الصعو - الغربان - أبو معول (الأهيم التهامي) - البومة - الحمام البري - أبو قردان - اللقلق - الهدهد - الطنان - أبو حناء - اللقلق |

## المجتمع

### الأحياء
| - المبنى - لتين - المعشور - المعصم - الرفود - القويد - العرقين - حوية - رهبان - الحقو - الحدمة - آل ثوبان | - معفل - امخايع - الخب - مصفي - الرهوة - الخنتب - الخايع - الشرجة - الشط - المليحة - المومية - السواد | - السايلة - الحدبة - الشرف - رعلة - الغميض - أبو تيس - قدران - المدان - شمرخة - الضحي | - آل ناشب - إمدعاجنة - آل محيلة - آل بريد - آل قريشي - آل يزيد - آل معام - آل مجدوع - آل عيشية - آل عسلان - آل مرضي - آل مبعيرة - آل سبيخي | - إمخطام - الثراء - ميادى - وتران - مراتخ - آل مقدم - جحيش - الثراي - أخلال - المصلحة - الرمضة - سيال |

### الأزياء التقليدية
لباس قنا يعتبر كسائر لباس أهالي تهامة عسير فكانت اللوية أو العصابة المكونة من النباتات العطرية مثل البرك والشذاب والورد والريحان من أبرز سمات الرجال في تهامة وكان الإزار أو الوزرة والصدارة والجنبية من الازياء التقليدية للرجال واما النساء فكانوا يلبسون المتروك والقبل وهما ثوبان من القطن الأسود وتطرز عادة بخيوط حمراء، وكان الرجال والنساء عامةً يضعون الحناء على شعورهم وأجسادهم اتقاءً للحر وزينة لهم وكانت الطفشة (قبعة من خوص الدوم أو النخيل) من أهم سمات الرعاة والمزارعين في قنا لتقيهم حرارة الشمس واما حديثًا فقد سيطر الثوب الأبيض والغترة والشماغ على معظم سكان قنا إلا انه لا زال هنالك بعض كبار السن والرعاة والمزارعين من بعض القبائل التي تسكن الجبال والقرى النائية متمسكين باللباس التقليدي حتى اليوم.

### الفنون الشعبية
الفنون الشعبية هي شيء اساسي في حياة القنويون، فهي جزء هام في مناسباتهم كالأعياد، والزواجات، والعزائم والأحتفالات العامة، والتي توارثتها الأجيال، وهي تحمل أبعادًا ومعانِ وقيم ومفاهيم مختلفة، تترجم من خلال الحركات التي تصاحب الإيقاع. 

### اللهجة
تعتبر لهجة أهالي قنا لهجة حميرية، وهي كسائر لهجات تهامة عسير لا تختلف بالكثير، وتتميز بالتالي: 
- بالطمطمة فيبدلون ال التعريف ب ام مثل: المدرسة: امدرسة، المزرعة: امزرعة.
- الكشكشة وهي إبدال الكاف شينًا للمؤنث مثل: كيف حالكِ: كيف حالش، أبوكِ: أبوش.
- اللخلخانية وهي تقصر الحركات وتسهيلها مثل: كأنك: كنك، ما شاء الله: ما شا الله.
- التسهيل وهو ترخيم الهمزة مثل: كأس: كاس، بئر: بير، عباءه: عبايه.
- الرسو وهو ابدال السين صادًا مثل: مسطرة: مصطرة، سيارة: صيارة، سلطان: صلطان،
- تنونين النغم وهي إبدال تاء التأنيث نونًا مثل: زانت: زانن، كانت: كانن، بدت: بدن.
- إبدال ابن ب ابر مثل: خالد بن احمد: خالد بر احمد.
- إبدال هاء الغائب وأوًا مثل: نسي كتابه: نسي كتابو.
- الاسم الموصول -الذي- ينطق بدلا عنه ب -ذا- مثل: ارأيت الرجل الذي اتى: ارأيت الرجل ذا اتى.

وهذه بعض الكلمات المستخدمة بكثرة:
| الكلمة  | معناها                                 |
| ------- | -------------------------------------- |
| لكَمة    | الأرض القوية                           |
| امعرصة  | الأرض المنبسطة الفسيحة                 |
| امكعمة  | الطين المتجمع                          |
| البيداء | السماء                                 |
| امعداه  | سقف المنزل                             |
| موّى     | مكان السكن والإيواء ومرتبط بالنوم ليلًا |
| خوّه     | البرد المصاحب للمطر                    |
| امحدب   | الجبل                                  |
| جندلة   | الصخرة                                 |
| شفْرة    | سكين                                   |
| إبره    | البنت                                  |
| مرقبن   | النافذة أو الشباك                      |
| بَكْرَجْ    | إبريق القهوة                           |
| خَمَجْ     | ضد صفاء الماء                          |
| امّسيد   | المسجد                                 |
| دبعة    | صلعة                                   |
| قبص     | قرص                                    |
| حدّى     | تحدث بالقصص في الليل                   |
| دفو     | أسقطه أرضا                             |
| ارجوني  | انتظروني                               |
| امودي   | أداة لطحن الحب                         |
| امطحنة  | من الحجارة لطحن الحب                   |
| بيدوه   | أريده                                  |
| امسريه  | المشي في الليل                         |
| المسريه | مطر الليل                              |
| جهمة    | الخروج في أخر الليلة وقت السحر         |
| حسيلن   | صغير البقر وهو العجل                   |
| حافن    | لا ينتعل حذائه                         |

### الزراعة والرعي
كانت الزراعة والرعي من أهم الأشغال في حياة الإنسان القنوي بحكم خصوبة الأرضي وكثرة مجاري المياة فساعد هذا على انتشار المزارع والمزارعين في كل أنحاء قنا فقنا تعتبر منطقة زراعية بالأساس وقد كان يزرع فيها الحب، الذرة، الجلجلان (السمسم)، الدخن، وأصناف أخرى كثيرة من الحبوب وكذلك الخضروات مثل الكوسة، البامية، الدجر أو اللوبياء وخضروات أخرى كثيرة، وقد كانت تحرث الأرض بمساعدة الثيران التي يربيها المزارعون، واما الرعي فقد كان المهنة الثانية لأهالي قنا لوفرة ما في جنبات الأودية والجبال من حشائش ونباتات تتغذى عليها الحيوانات مثل: الماعز، والضأن، والأبقار، والجمال. 

### الصناعة
استفاد القنونيون وطوعوا لخدمتهم كل الموارد الطبيعية اللتي توفرت في بيئتهم وطوعوها لخدمتهم ولراحتهم ولمساعدتهم في مشاقهم اليومية، فكانوا يصنعون السيوف والخناجر وتفننوا في تزيين ألبستها ونقشها، كذلك قرب الماء التي كانوا يصنعونها من جلود الماعز والضأن والتي كانوا ينقلون بها المياه من الآبار والغدران وكانوا يحفظون ويبردون الماء فيها ايضًا، وصنعوا كذلك حلي النساء من خواتم وقلادات من الفضة لإبراز جمالهم، والفخار لطهو الطعام ولحفظ المياه وتبريدها، وصنعوا المحراث كذلك من الأخشاب، وصنعوا الأبواب والنوافذ، وصحاف الطعام، وكذلك الحصير والزانبيل والمهاجين والعجار والأكياس من الخوص، وصنعوا من جلود الحيوانات مثل الماعز الدلي والمفروشات المنزلية، وصنع القنويون بيوت النحل من الأخشاب مثل السدر.

### تربية النحل
تعتبر قنا من أهم مناطق تربية النحل في تهامة بأكملها وذلك لكثرة أشجار السدر والسمر والأشجار الشوكية المثمرة (العضاه) بشكل عام، فيها فقد أستفاد القنويون من كثرتها لتربية النحل البلدي وصنع بيوته وأعواده من الأشجار المعمرة مثل السدر، ويعتبر عسل السدر من أهم منتجات العسل في قنا لجودته وميزاته العلاجية الكثيرة ومن أبرز أنواع العسل وأجودها في قنا:
- 1-السدرة: ويستخرج هذا العسل من أزهار شجرة السدر المنتشرة بكثرة، ويعتبر من أجود أنواع العسل، ويمتاز بصفاته العلاجية، ويعتبر غالِ الثمن.
- 2-المجرة: وينتج من أزهار نبتة [الوشاية]، ويعتبر لونه قريبًا من [الأبيض]، ويستخرج من أعالي سفوح الجبل حيث تنبت هذه النبتة، وله الكثير من الخصائص العلاجية ومن أبرزها: علاج أمراض المعدة، طرد الفيروسات.
- 3-الضهيان: يستخرج من شجرة الضهيان أو الضهيانة، وهي شجرة لها ورق كورق التفاح يحبها النحل.
- 4-السلامة: يستخرج عسل السلامة أو السلام من شجرة السلم، التي تتواجد بكثرة في قنا، ويستخرج مع بداية فصل [الربيع]، ويعتبر عسل السلم قليل الحلاوة لذا يعتبر خيارًا جيدًا لمرضى السكري.
- 5-الشوكة (الطلحة): يستخرج من جميع الأشجار الشائكة، وتسمى (العضاه)، ولهذا العسل خصائص علاجية كثيرة ومن أبرزها علاج مشاكل المفاصل.

### المطبخ
تمتاز قنا بكثرة أكلاتها الشعبية وقد كانت مقصدًا لمن أحب شراء مكونات إعداد الأطعمة مثل العسل، السليط (زيت السمسم)، وكذلك مختلف أنواع الحبوب والخضروات ومن أهم الأطباق في قنا:
- الثريد: وهو عبارة عن أقراص من الخمير تقطع وتفت في إناء ويصب فوقها المرق واللحم.
- الثريف: وهو عبارة عن أقراص من الدخن تقطع لأجزاء صغيرة وتخلط باللبن والسمن
- المتلبن: وهو عبارة عن دقيق البر يطبخ مع اللبن ويقدم مع العسل أو السمن
- الحنيذ: وهو لحم يقطع ويوضع في التنور فوق المرخ والسلع ويغطى بالمرخ ويترك لمدة ثلاث ساعات إلى خمس ساعات.
- العريكة: وهي عبارة عن دقيق من البر يعرك على النار ويوضع في وسطه عسل وسمن.
- المفتوت: وهو أقراص من البر أو الدخن يفت باللبن أو المرق واللحم.
- الخمير: وهو عبارة عن حب الزعر أو القريني يطحن على المطحنة ويضاف إليه الثوم والبصل ويترك ليخمر ثم يخبز ويقدم.
- البحيتة: وهي نبتة تسلق وتقدم مع الخمير في الغالب.
- الحلبة: وهي نبتة تدق وتخلط مع البصل والثوم والفلفل الحار والأسود والملح والماء الساخن وتقدم باردةً مع الخمير.
- المضروب: ويصنع من الدقيق والسكر والسمن أو الزيت وتوضع له عدة نكهات عادةً.
- المشبك: ويصنع كذلك من الدقيق والنشا والسكر والزيت ويضاف له اللون البرتقالي.

## الآثار
في قنا آثار كثيرة تدل على عمقها التاريخي وقدمها الضارب في التاريخ، وفي قنا مساجد أثرية، وحصون، وقلاع، وأسواق شعبية، ومقابر، وآبار، وعيون، ومخطوطات ووثائق، وتصور الحصور الأثرية في قنا جانبًا من الحياة القديمة التي كانت تعيشها قنا قبل أستتاب الأمن فيها، وتقع هذه الحصون والقلاع على المرتفعات الشاهقة، كأبراج المراقبة، ومن أشهر هذه الأثار:
- نقوش (امدمون) في قرية آل ثوبان، وفي تاريخ الشاعر امرئ القيس بن حجر انه حينما جاءه خبر مقتل والده حجر على يد بني أسد وهو في حضرموت اتجه لأخذ ثأره من قتلة أبيه في وسط الجزيرة وكان في اليمن، ونزل في (دمون) على طريقه كما أورد المؤرخون، الذي ذكره في شعره:

وإنا لأهلنا محبون
ونلاحظ من قراءة النص الشعري أن الشاعر يتحدث عن مكان اضطر للبقاء فيه ليريح دابته ومن معه، وهو في عجلة من أمره يستحث الليل ان يمضي، (تطاول الليل علي دمون) كما أنه يعرف الجبل بنفسه وأنهم قادمون من اليمن، ولو كان موضعًا بدمون (حضرموت) كما أورد المؤرخين لما عرف بنفسه.
- آثار الحثام: وكذلك توجد آثار في قرية (الحثام) وهي تختلف عن آثار (امدمون)، وتعتبر قريبة من النقوش الثمودية.
- قبر امرجل: من الدلالات على قدم وعمق قنا تاريخيًا القبور والمدافن التاريخية ومن أبرزها في قنا قبر يسمى (قبر امرجل) - بأم التي يستدل بها ال التعريف وهي المكان، وهو قبر مجهول صاحبه فسمي كذلك، وجاء في وصفه أنه «قبر جاهلي يزيد على خمسة أمتار من الجنوب إلى الشمال بني عليه بالحجارة.. ويقع هذا القبر على سفح جبل وقيرة..»
- قرية النقازي: هي قرية تراثية يقدر عمرها بمئات السنين، حصونها تقع في أعلى قمة جبل النقازي، ويوجد في هذه القرية بيوت كثيرة وحصنان مرتفعان في أعلى قمة الجبل، وقد تواصل أحد الباحثين مع المعمرين في القرية وأفادوا بانهم لم يعرفوها إلا آثارًا كما هي، وهذا دليل على قدمها، وفي هذا القرية عدة نقوش، وتقع هذه القرية في الجهة الغربية لآل ثوبان.
- قصر ابر امزليل: وهو حصن لأحد مشايخ قنا وهو : علي أحمد (ابر امزليل)، ويقدر عمر هذا الحصن بأكثر من ثلاثمائة سنة، ويقع هذا القصر في قرية الشط، وكان يتوسط أراضِ زراعية له.

## المعالم والمتنزهات الطبيعية

شجرة حوية بعد إعادة تأهيل موقعها.

شلالات الفاتح.

هنالك الكثير من المعالم والمتنزهات في قنا وهذه أبرزها:
1- جبل مدي: هو جبل ضخم يصل ارتفاعه ل1500 متر تقريبًا يقع في الجنوب الشرقي من قنا ويتميز بالحياة الفطرية المتنوعة فيه.
2- جبل رهبان: هو جبل شديد الإتساع يغطي غرب قنا بالكامل ويتميز بوفرة الغطاء النباتي فيه.
3- حصن ابن إمزليل: هو قصر لأحد مشايخ قنا القدامى، والذي لا زال متماسكًا حتى الآن.
4- وادي الخب: وادِ يقع في شرقي قنا يستمر في الجريان طوال العام فيه من التنوع الأحيائي الهائل ويعتبر مزارًا ومتنفسًا لجميع أهالي قنا.
5- وادي حوية: واد كبير يقع في شرقي قنا يغذيه جبل مدي والجبال المحيطه به ويعتبر من أكبر اودية قنا ويتميز بكثرة أشجار السدر فيه.
6- وادي رعلة: واد كبير يقع في شمالي قنا يتميز بكثرة أشجار السدر والسمر فيه وفي هذا الوادي شلالات جميلة.
7- شجرة حوية: شجرة ضخمة جدًا ويقال بأن عمرها قد تجاوز المئة عام تقع في وادي حوية، وتعتبر شعارًا ورمزًا هاما لقنا فلا يكاد ان يكون قد زار أحد ما قنا بدون ان يزورها.
8- شلالات الفاتح: شلالات تقع في قرية لتين في الجنوب من قنا.
9-حلوه: منطقة صخرية تقع في وادي الخب تتميز بكثرة المياة فيها فكانت متنفسًا لأهالي قنا.
10-بلاد الماخرين: قرية فيها بيوت حجرية تقع في أحد الجبال في الجنوب الغربي من قنا بجانب قرية الضحي وشمرخة تعتبر أحد أبرز معالم قنا وتعتبر دلالة على قدم المنطقة.
11-قصبة الفاتح: وهي قصبة حربية قديمة، تقع في الجنوب الغربي من قنا.
12-امدمون: وهي منطقة في قرية آل ثوبان، تزخر بالآثار والنقوش القديمة جدًا.
13-قرية النقازي: وهي قرية تقع في الجانب الغربي من قرية آل ثوبان، وهي مليئة بالآثار، والمباني الأثرية القديمة.
14-قرية الحثام: وهي قرية في قنا، وفيها من الآثار الثمودية الكثيرة.

## الخدمات العامة

### الصحة
يوجد في قنا عدة مراكز للرعاية الصحية الأولية ومجمعين خاصة وهي كالتالي:
- مركز الرعاية الصحية الأولية بالحقو *مركز الرعاية الصحية الأولية بلتين
- مركز الرعاية الصحية الأولية بالرفود
- مستشفى التاج أو الأهلي الخاص بقنا
- مجمع السلطان الطبي العام «حديث»

ولا تتعدى العشرين إلى ثلاثين سريرًا مجتمعة، ولا زالت قنا حتى يومنا هذا تفتقر إلى مستشفى عام يخدم قراها الكثيرة وعدد سكانها الأخذ في ازدياد، فلبعض الإصابات الحساسة والتي قد لا يسعف المصاب الوقت فيها يحول إلى مستشفى محايل العام الذي يبعد عن قنا قرابة ال 33كم تقريبًا.

### التعليم
كان طلب العلم في قنا نادر الرؤية، لاهتمام سكانه بالرعي والزراعة وغياب المدارس والمعلمين، وأما الآن ومع حرص القيادة على التعليم، فقد حضيت قنا باهتمام كبير في مجال التعليم، وتم إنشاء أول مدرسة ابتدائية في قنا عام 1380 وهي أبو أيوب الأنصاري، وحديثًا تم إنشاء مدارس للبنين وللبنات في كل قرى قنا تقريبًا وتجهيزها بأحدث المعدات، وقد بلغ تعداد المدارس أكثر من 75 مدرسة 40 منها للبنين و35 منها للبنات وبلغ التعداد الكلي للطلاب أكثر من 8736.

### الطرق والمواصلات
لقنا خطوط رئيسية تربط قراها ببعضها البعض وتربطها بالمحافظات الأخرى ومن أبرز هذه الطرق وأهمها:
- خط رعلة وهو الخط الرابط ما بين قنا ومحايل عسير ويقدر طولة بال35 كيلو تقريبًا شمالي قنا.
- الحزام الدائري والذي يربط قرى قنا ببعضها البعض.
- عقبة وقرة وهي الخط الرابط بين قنا وبحر أبو سكينة وتقع غربي قنا.
- عقبة قدران وهي الخط الرابط بين قرى أخلال وسيال والفسح بقرى وسط قنا وتقع جنوبي قنا.
- خط وعقبة رجال ألمع والتي من المفترض ان تبدأ بلدية قنا بتمهيدها عما قريب في شرقي قنا.

### الكهرباء والمياه
- الكهرباء: تعتبر الكهرباء والماء من الخدمات الأساسية في أي مدينة وقد وُصلت الكهرباء لجميع قرى قنا وتمت إنارة قرابة ال95% من الشوارع في قنا وتمت تغطية وإنارة ما يقارب ال90% من الحزام الدائري
- المياه: يعتمد القنويون على مياه الشرب المعبأة ومياه الأبار والمياه المحلاة من محطة الشقيق التي توصل عبر الشاحنات أسبوعيًا، وقد تم اعتماد إيصال المياه المحلاة من محطة الشقيق إلى قنا بتكلفة تتجاوز النصف مليار ريال سعودي.

### المتنزهات العامة والمطلات
يوجد في قنا عدة متنزهات منتشرة في جميع انحائها وهي كالتالي:
- متنزه الشرايه: وهو أول متنزه قامت بإنشائه بلدية قنا ويقع بجانب مدخل قنا ويعتبر متنزهًا ومطلا على قنا من الجهة الشرقية.
- متنزه الجبهان: متنزه متوسط الحجم يقع في الجهة الغربية من قنا يتميز بإطلاله جميلة ومرتفعة على قنا.
- متنزه رعلة: متنزه يتميز بإتساع حجمه ويعتبر متنفسًا لأهالي قرى قنا الشمالية.
- متنزه أبو بقر: متنزه واسع وعالي الأرتفاع ويتسم ببرودة الأجواء فيه والتنوع الأحيائي، وقد قامت البلدية بفتح طريقه وتوسيعه ووضع المظلات فيه.
- مسرح البلدية: يقع في الشرايه وتم بنائه على الطريقة الرومانية، ويستخدم للحفلات والعروض الشعبية التي تقام في قنا.
- ساحة وسط قنا: ساحة واسعة جدًا انشأتها البلدية لأكثر من غرض فتصلى صلاة العيد فيها وتقام فيها الاحتفالات وتقام فيها الندوات والمحاضرات.

### الدوائر الحكومية
يوجد في قنا عدة دوائر حكومية ولكنها لا زالت تفتقر إلى الكثير كالأحوال المدنية، المرور، الهلال الاحمر والكثير وهذه قائمة بما يوجد في قنا:
- أمارة قنا أو مركز قنا حديثًا والتي تم إنشائها عام (1346).
- مخفر شرطة قنا.
- إدارة التعليم بقنا.
- هيئة الأمر والنهي عن المنكر بقنا تم أفتتاحها عام (1371).
- مكتب الزراعة بقنا تم أفتتاحه عام (1383).
- بلدية قنا.
- المركز الصحي بقنا تم افتتاحه عام (1379)
- الدفاع المدني بقنا.
- جمعية البر بقنا.
- شعبة السجون العامة بقنا والبحر. تم إنشائها في عام (1346).

## الأسواق
تتميز قنا بالعديد من الأسواق وأشهرها: 
- «السوق الشعبي» -الذي يقام كل يوم إثنين وقد كان هذا السوق مكانًا لتجمع الناس وتبادل الأخبار ونشر الإعلانات، وبالتأكيد لبيع السلع مثل العسل، المواشي، الشَّوب (القطران النباتي)، الأدوات الزراعية، السمك، الخمير، وهو يصنع من الزعر (الذرة الحمراء)، السليط (زيت السمسم)، العصي، وتعرض كذلك المصنوعات الجلدية مثل: قرب الماء، والنباتات العطرية مثل: الريحان، الشذاب، البرك، الشيح، الكاذي والسمن والعسل البلدي.
- سوق قشيعة: فيه محلات أغذية، ومحلات خضار وفواكة، ومحلات سباك، ة وأسواق الجملة والخ، ويغلب على هذا السوق العشوائية وسوء التنظيم.
- سوق الخضار والفواكة: سوق يقع بجانب الحزام الدائري الشمالي أنشأته البلدية قبل 3 أعوام تقريبًا.
- سوق الحزام: سوق كبير بجانب الحزام الدائري من الجهة الشمالية فيه محلات كثيرة تم إنشائه لإعادة تأهيل السوق القديم (سوق قشيعة). ولتوفير الوقت لأهالي القرى الشمالية.

## العمارة والبنيان
كان البناء وتشييد المنازل قديمًا في قنا يعتمد على البيئة المحيطة بشكل وثيق وبحكم طبيعة قنا الجبلية وكثرة الأشجار المعمرة فيها وقد كان التعاون في البناء من أهم العادات والتقاليد فكان الأقارب وأهل القرية بشكل عام يساعدون من عزم على بناء بيته بالمال وبالجهد، فقد كانوا يكسرون الأحجار من الجبل وينقلونها على ظهور الجمال إلى منطقة البناء ويقطعون الأشجار المعمرة مثل السدر والعتم وتستخدم كعمود لتثبيت السقف ويقصون الأغصان وترتب على السقف ويوضع فوقها الطين المخلوط بروث البقر والذي يصبح متماسكًا جدًا وكانت تصنع الأبواب من أخشاب الأشجار ايضًا، وكانت تزين مداخل البيوت والنوافذ بأحجار المرو البيضاء التي توجد في بعض الجبال والأودية.

## أعلام قنا
لقنا أعلام كُثر أثروا في مجتمعهم وفي مجتمعات أخرى بشكل واضح ومن أبرزهم قديمًا وحديثًا:
- الشيخ علي أحمد (ابر امزليل): يعد أحد أبرز أعلام قنا فقد كان شيخًا لقبائلها لفترة وقد كان شيخًا عادلًا حكيمًا فيه من الورع الكثير وله قصة مع أحد شيوخ قبيلة بني شهر فقد مرت بهم سنة قحط وجفاف ومات حلالهم فنزلوا لتهامة وقد كانت قنا تنعم بالأمطار فأستقبلهم ابن امزليل وأكرمهم وأهداهم أربعة ثيران ليحرثوا أراضيهم. ولا زال قصر الشيخ ابن امزليل قائمًا حتى يومنا هذا في قرية الشط.
- مصطفى النعمي: أحد شيوخ قنا وقد كان شيخًا متعلمًا زاهدًا في الدين وهو كذلك أحد المساهمين في توحيد البلاد، وقد كان له قصر في قرية العرقين.
- الشيخ يوسف بن محمد (1372): وهو يوسف بن محمد بن يحيى، نشأ في كنف والده الذي كان كفيفًا، وسافر لطلب العلم في اليمن، ومكث فيها ستة عشر عامًا يطلب العلم، تحديدًا في مدينة زبيد، فهي بلدة العلم والعلماء في جنوب الجزيرة، عاد الشيخ يوسف لقنا وسكن مع أخيه هادي بن محمد بن يحيى لفترة من الوقت، وبعد وقت أعانه أهل الخير على إعمار بيته، وبدأ الشيخ يوسف من بعد عودته من رحلة العلم وأستقراره بتعليم الناس والقضاء بينهم، كما وبدأ حلقات للقرآن الكريم وتدريس علم الحديث، والمواريث، وكان يقضي بعد انتهاء الدروس في المزارع والأراضي السكنية، مستعينًأ بفقهه وكبار السن، وكان قضاؤه متقبلًا، وقد مارسه احتسابًا لوجه الله

## كتب عن قنا
- كتاب قنا عسير دراسة في حركة الفكر والأدب للدكتور: عبد الرحمن بن حسن المحسني.

## معرض الصور

صورة من أعلى قمة جبل خرازن بوسط قنا.

طائر الأهيم يعتبر من أشهر طيور قنا.طائر الأهيم يعتبر من أشهر طيور قنا.
شلالات رعلة بقنا.شلالات رعلة بقنا.
صورة لجبل مدي احد جبال قناصورة لجبل مدي احد جبال قنا
صورة لقرية الماخرين.صورة لقرية الماخرين.
صورة من قمة جبل مدي.صورة من قمة جبل مدي.